# Lionhead Studios
A Lionhead Studios egy brit videójáték fejlesztő vállalat, amit az iparág tapasztalt alakja, Peter Molyneux alapított 2001-ben, miután szakított a szintén általa létrehozott Bullfroggal. A cég a nevét az egyik társalapító, Mark Webley hörcsöge után kapta, ugyanis őt is Lionheadnek hívták, azonban a cég megalakulása után nem sokkal elpusztult.
Első játékuk a 2001-ben megjelenő Black & White istenszimulátor, amit az Electronic Arts adott ki. Ezt nem sokkal később egy kiegészítő lemez, a Black & White: Creature Isle követte. 2004-ben megjelent a társfejlesztőjükkel, a Big Blue Box céggel közösen készített játékuk, a Fable. 2005-ben a Fable PC-s változata mellett a Black & White folytatása és egy filmkészítéssel foglalkozó menedzserjáték, a The Movies került ki a kezeik közül.
2006. április 6-án a céget a Microsoft Game Studios vásárolta fel.
A Milo and Kate (korábban Project Milo vagy Dimitri Project) Kinectre készülő fejlesztést leállították, ami spekulációkat indított el, hogy egy ténylegesen készülő játék volt-e egyáltalán vagy csupán egy tech demo, mindenesetre azóta sem mutatták be sehol.
A legutolsó játékuk a 2010 októberében megjelent Fable III. (A PC-s változat 2011 májusában került a boltok polcaira.)

## A vállalat felépítése
A Lionhead 2001-2004-ig tartó időszakában, több kisebb társstúdiót is létrehozott, hogy könnyebb legyen egyszerre több projekten is dolgozni. A Big Blue Box Studios a Fable című játékon, az Interpid Games a több halasztást megélt, majd leállított B.C. kódnevű fejlesztésen, a Black & White Studios pedig a nevéből adódóan a Black & White sorozatért felelt. A Lionhead közvetlen tehát a Fable, a B&W2 és a The Movies, továbbá a Fable III és a Milo & Kate videójátékok fejlesztésén dolgozott.
Ezt a rendszer 2004-ben megváltoztatták, a Big Blue Box lényegében beolvadt a Lionheadbe, az Intrepidet pedig bezárták.
2004 októberéig privát cégként működött, majd nem sokkal a B.C. leállítása előtt megkereste a vállalatot az IDG Ventures Europe és az Add Partners befektetői csoport, akik jelentős mennyiségű tőkét biztosítottak a fejlesztőstúdiónak, ami a Black & White 2 és a Fable csúszásai (illetve a B.C. és a Unity projekt törlése) miatt szűkös anyagi helyzetbe került.
2005 szeptembere és 2006 áprilisa között végül megjelent a Black & White 2 és a The Movies, illetve a Fable: The Lost Chapters (kibővített változat PC-re). Ezek a játékok azonban nem hoztak jelentős pénzügyi sikereket, így a Lionhead könnyű célponttá vált egy felvásárlási ajánlattal szemben. A régóta várt Fable 2 is megjelent, illetve egy ismeretlen projektet állítottak le, amiről csak nagyon kevés információ került napvilágra. (Valószínű, hogy a Project Milo elődje.)
2006 áprilisában a céget felvásárolta a Microsoft, így már nem független fejlesztőként működnek és csak a Microsoft platformjaira dolgozhatnak, de a Microsoft Game Studios keretein belül viszonylagos önállósággal fejleszthetnek. (Egyetemben a Rare és a Bungie Studios fejlesztőcégekkel, bár ez utóbbi a Halo 3 megjelenése után nem sokkal függetlenné vált.)

## Halasztások
A vállalat sokszor került a média kereszttüzébe a játékaik elhalasztása miatt, illetve az azokat övező reklámnak és felhajtásnak köszönhetően. Több találgatás folyt arról, hogy a fejlesztés kellős közepén a régi koncepciót kellett újratervezniük, vagy csak Molyneux ígéretei voltak túlzóak és nem tudták őket megvalósítani, azonban ezek egyike sem nyert hivatalos megerősítést. A Lionhead mindig is az újfajta technológiákra koncentrált, főleg a mesterséges intelligencia terén, ami valószínűleg hozzájárult az ütemterv folyamatos változásához. Peter Molyneux a Lionhead vezető tervezője és kreatív igazgatója gyakran túl korai megjelenési dátumot hozott nyilvánosságra a készülő játékkal kapcsolatban, és ezzel többször okozott csalódást a rajongóknak, ugyanis a megjelenést általában egyre későbbi időpontokra helyezték át. A Black & White is több nagyobb késést követően érkezett meg 2001-ben, de hasonló volt a helyzet a The Movies című játékkal is, ami eredetileg 2004-ben került volna a boltokba, de végül csak 2005 novemberében jelent meg.

## Peter Molyneux bírálata
Peter Molyneux gyakran elragadtatja magát, amikor a játékaik fejlesztéséről és tervezéséről beszél, vagy nem méri fel kellőképpen a játék befejezéséhez hátralévő időt, így túl korai megjelenési dátumokat jelent be. Sokszor ez a rajongók felháborodásához vezet, akik a végleges játékban már nem találják meg a fejlesztő által ígért játékelemeket vagy csak azoknak egy erősen módosított verziója szerepel a programban. (Például a Black & White 2 és a Fable videójátékoknál.) Molyneux azóta ígéretet is tett, hogy csak akkor fog beszélni a tervezett újításokról, ha azt már be tudja mutatni a játékban, még ha csak kísérleti stádiumban vannak is.
Peter Molyneux a következőeket nyilatkozta a történtekről:

Miután a Fable megjelent, sötét idők köszöntöttek ránk, ahol az emberek elkezdték összehasonlítani a kész játékot azzal, amiket a sajtónak nyilatkoztam, és becsapva érezték magukat. Akkor értem el arra a pontra, hogy ráeszméljek, ez így nem mehet tovább. Ez viszont rávilágított arra, hogy is dolgozunk valójában, ugyanis a nyilatkozataimban arról beszéltem, hogy a fejlesztés azon szakaszában mit tervezünk és mivel kísérletezünk, azonban amikor a játék készül, sok terv szintjén létező játékelemet ki is kell hagynunk belőle. Beszéltem tehát a fák növekedéséről, majd ezt kivettük a fejlesztés során, így hát az emberek, jogosan, úgy érezhetik, hogy át lettek verve. Úgyhogy lefektettem magamnak egy szabályt: Addig nem beszélek semmilyen konkrét játékelemről, amíg nem tudom bemutatni azt. Említettem, hogy az a célunk, hogy a Fable 2 váljon a világ legjobb szerepjátékává, de ha visszanézi a nyilatkozataimat, akkor láthatja, hogy úgy beszéltem a játékelemekről, hogy azt be is mutattam. Az emberek tehát érhetően lesznek rendkívül felháborodottak emiatt. Ez olyan mintha megnézném egy film előzetesét, amiben Batman meghal, majd amikor a moziban látom a filmet, amiben ez mégsem történt meg, akkor az ember érzi, hogy ez az egész nem áll össze. Így hát úgy gondolom, mi főleg azon dolgozunk, hogy rájöjjünk, mit rontottunk el és azt próbáljuk meg kijavítani. Ez sokkal jobb, mint abban a hitben élni, hogy mi mindig mindent jól csinálunk.

## Játékok
| Kiadás éve | Játék címe                          | Műfaj                                         | Platformok                        |
| ---------- | ----------------------------------- | --------------------------------------------- | --------------------------------- |
| 2001       | Black & White                       | Valós idejű stratégiai játék, istenszimulátor | Microsoft Windows, Mac OS X       |
| 2002       | Black & White: Creature Isle        | Valós idejű stratégiai játék, istenszimulátor | Microsoft Windows, Mac OS X       |
| 2004       | Fable                               | Akció-szerepjáték                             | Xbox                              |
| 2005       | Fable: The Lost Chapters            | Akció-szerepjáték                             | Microsoft Windows, Mac OS X, Xbox |
| 2005       | Black & White 2                     | Valós idejű stratégiai játék, istenszimulátor | Microsoft Windows, Mac OS X       |
| 2005       | The Movies                          | Menedzser játék                               | Microsoft Windows, Mac OS X       |
| 2006       | Black & White 2: Battle of the Gods | Valós idejű stratégiai játék, istenszimulátor | Microsoft Windows, Mac OS X       |
| 2006       | The Movies: Stunts & Effects        | Menedzser játék                               | Microsoft Windows, Mac OS X       |
| 2008       | Fable II                            | Akció-szerepjáték                             | Xbox 360                          |
| 2010       | Fable III                           | Akció-szerepjáték                             | Microsoft Windows, Xbox 360       |
| 2012       | Fable: The Journey                  | Akció-szerepjáték                             | Xbox 360                          |
| 2014       | Fable: Anniversary                  | Akció-szerepjáték                             | Microsoft Windows, Xbox One       |

### Leállított fejlesztések
- Unity (GameCube)
- B.C. (Xbox)
- Black & White: Titan (Xbox, PlayStation 2)
- Black & White (PlayStation, Dreamcast)
- The Movies (GameCube, Xbox, PlayStation 2)
- Milo & Kate (Xbox 360 Kinect)

Molyneux egy IGN-nek adott interjújában megemlítette a Justice és Survivor munkacímen készülő játékokat, de ezek sohasem jutottak túl a tervezési fázison.